# خليفة الوقيان
خليفة عبد الله الفارس الوقيان (10 أكتوبر 1941 - )، أديب وشاعر كويتي، له العديد من المؤلفات والمشاركات في مجال الأدب والشعر، ولد في الكويت في مدينة الكويت.

## دراسته
- حصل الوقيان على الليسانس من قسم اللغة العربية والآداب بجامعة الكويت عام 1970م.
- في مايو عام 1974م حصل على درجة الماجستير، وكان موضوعها "القضية العربية في الشعر الكويتي"، وكانت رسالته أول رسالة توصي الجامعة بطبعها على حسابها، حيث طبعت عام 1977م في كتاب يحمل نفس العنوان، وهو عبارة عن دراسة عميقة من القصائد القومية التي تخص القضية العربية التي يعيشها كل العرب، والتي احتلت أكبر مساحة في الشعر الكويتي منذ فترة مبكرة، قد تعود إلى العقد الثالث من القرن العشرين.
- في يونيو عام 1980م حصل على درجة الدكتوراة في اللغة وآدابها من جامعة عين شمس بالقاهرة. وهي بعنوان (دراسة فنية في شعر البحتري)، وقد استطاع الشاعر الوقيان أن يحول أخبار البحتري، وصناعته الشعرية إلى مجموعة من القضايا التي تحتمل الحوار، واختلاف الآراء إلى جانب تحليله لكثيرٍ من قصائد الديوان.
- الدكتور خليفة الوقيان هو أحد مؤسسي رابطة الأدباء الكويتيين، وقد تولى رئاستها بوصفه أمينًا عامًا لها.

## مشاركاته والمناصب التي حصل عليها
- العضوية:

1. عضو مجلس إدارة مركز الدراسات والبحوث الكويتية.
2. عضو هيئة تحرير المجلة العربية للعلوم الإنسانية.
3. عضو هيئة تحرير سلسلة كتب عالم المعرفة.
4. عضو هيئة تحرير مجلة الثقافة العالمية - المجلس الوطني للثقافة والفنون والآداب.
5. عضو مجلس إدارة المجلة العربية للعلوم الإنسانية - جامعة الكويت.
6. عضو مجلس الجوائز بمؤسسة الكويت للتقدم العلمي.
7. عضو الهيئة التحضيرية لموسوعة الأطفال - مؤسسة الكويت للتقدم العلمي.
8. عضو مجلس كلية التربية، ومجلس كلية الآداب - جامعة الكويت.
9. عضو لجنة النصوص في إذاعة الكويت، وعضو لجنة مراجعة النصوص الأدبية في المناهج الدراسية.
10. عضو لجنة تعريب المصطلحات - وزارة التربية.
11. عضو جمعية الصحافيين الكويتية، والاتحاد العام للصحافيين العرب.
12. عضو هيئة تحرير مجلة الكاتب العربي - الصادرة عن الاتحاد العام للكتاب والعرب.
13. عضو لجان التحكيم في بعض الجوائز المحلية والعربية.
14. عضو اللجنة التحضيرية للموسوعة العربية - جامعة الدول العربية.

- مثل الكويت في اجتماعات وكلاء وزارات الثقافة.
- نشر العديد من المقالات في الصحف المحلية والعربية.
- شارك في العديد من المؤتمرات والملتقيات، والمهرجانات الثقافية.
- نائب المشرف العام لسلسلة كتب عالم المعرفة، المجلس الوطني للثقافة والفنون والآداب.
- رئاسة وفود الأسابيع الثقافية الكويتية في عدد من الدول العربية والأجنبية.
- الأمين العام لرابطة الأدباء في الكويت عام 1988 - 1990م.
- سكرتير تحرير مجلة البيان - الصادرة عن رابطة الأدباء الكويتيين
- شغل منصب الأمين العام المساعد للمجلس الوطني للثقافة والفنون والآداب سابقاً.

## مؤلفاته
1. المبحرون مع الرياح، مجموعة شعرية الطبعة الأولى 1974م، والطبعة الثانية 1980م.
2. القضية العربية في الشعر الكويتي، صدر عام 1977م.
3. تحولات الأزمنة، مجموعة شعرية، صدرت عام 1983م.
4. شعر البحتري، دراسة فنية، صدرت عام 1983م.
5. الخروج من الدائرة، مجموعة شعرية، صدرت عام 1989م.
6. حصاد الريح، ديوان شعر، صدر عام 1995م.
7. ديوان خليفة الوقيان مختارات، صدر عام 1995م.
8. ديوان أوشال، شعر أحمد مشاري العدواني، جمع وقراءة واختيار، بالاشتراك مع د. سالم عباس خداده، المجلس الوطني للثقافة والفنون والآداب، الكويت، 1996م.
9. الثقافة في الكويت - بواكير واتجاهات. الطبعة الأولى 2006م، الطبعة الثانية 2007م، والطبعة الثالثة 2010م و الطبعة السادسة أكتوبر 2014.
10. ديوان صور وسوائح، شعر أحمد مشاري العدواني، اعتنى بنشره بالاشتراك مع د. سالم عباس خداده، مركز البحوث والدراسات الكويتية، الكويت، 2007م.
11. أحمد السقاف -حياته ومختارات من شعره2011 .
12. ابحار مع القلم - مقالات صحفية 2013 .
13. تدروشوا تعمموا - مجموعة شعرية 2016 .
14. فلسطين في الشعر الكويتي، صدر في مايو 2016